# 中邨雄二
中邨 雄二（なかむら ゆうじ、1961年8月12日 - ）は、朝日放送テレビ（ABCテレビ）所属のアナウンサー。愛称は「なかとん」「雄ちゃん」「雄二さん」「キング」で、2022年3月31日にABCテレビを定年（60歳）で退職した後も、翌4月1日から「シニアアナウンサー」（嘱託契約扱いのアナウンサー）として同局に在籍。

## 来歴・人物
滋賀県甲賀郡土山町大野（現在の甲賀市）の出身。毎日放送のスポーツアナウンサー・森本栄浩とは同郷・同年齢で、少年時代から面識がある。
滋賀県立石山高等学校から龍谷大学文学部哲学科へ進学。フリーアナウンサー（元・関西テレビアナウンサー）の山本浩之、落語家の三代目・林家染二は大学の同級生に当たる。
石山高校への在学中に放送部へ所属していて、NHK杯全国高校放送コンテストにも出場していた。龍谷大学への進学後も学内のアナウンス研究会で活動していたが、本人曰く、「アナウンサー試験は朝日放送（当時）・中部日本放送（当時）・毎日放送で受けただけで、朝日放送の試験で3次選考に残るまでは、アナウンサーを本格的に志してはいなかった」という。毎日放送のアナウンサー試験でも最終段階まで残ったものの、「森本とは高校へ進学してから就職活動中に再会するまで交流していなかった」とのことで、同局の試験でも森本と顔を合わせる機会はなかった（実際には森本と子守康範をアナウンサーとして採用）。
自身は朝日放送からの内定を経て、大学卒業後の1985年4月1日付で入社。同期入社のアナウンサーには、現在も同僚である伊藤史隆と、2016年10月にアナウンス室から異動した岡元昇がいる。
「花形満似」を自称する個性的なヘアスタイル（quiffも参照）と、テレビの番組・中継やイベントでよく着用する派手な色の私服（ピンク色のスーツなど）がトレードマークで、少年時代からの阪神タイガース（阪神）の熱烈なファンであることを公言している。ちなみに、愛称の一つである「なかとん」は、入社当時同局に在籍していたスポーツアナウンサーの先輩・中村哲夫（なかむら てつお）と区別するために付けられた。
朝日放送への入社直後から、阪神戦を中心としたプロ野球、高校野球、ゴルフ（ABCチャンピオンシップゴルフトーナメント）など、数々のスポーツ実況中継を担当。2000年のシドニー五輪では、在京キー局以外の放送局に在籍するアナウンサーからただ1人、ジャパンコンソーシアムの実況メンバーに加わっていた。放送以外のイベントでも、阪神球団が2020年11月10日に阪神甲子園球場で催した藤川球児投手の現役引退セレモニーで司会を任されている。
ABCラジオのプロ野球中継では、2005年9月29日の『ABCフレッシュアップベースボール』において、阪神のセントラル・リーグ優勝決定の瞬間を実況。かつては、阪神のリーグ開幕戦中継でも実況を担当した。
全国高等学校野球選手権大会のテレビ中継では、1996年の第78回大会決勝戦・松山商業対熊本工業（松山商業が「奇跡のバックホーム」と呼ばれるプレーをきっかけに勝利した試合）、1998年の第80回大会2回戦・豊田大谷対宇部商業（延長15回の末にサヨナラボークで決着した試合）、2018年の第100回大会準々決勝・金足農業対近江（金足農業が1点ビハインドで迎えた9回裏に無死満塁からの2ランスクイズでサヨナラ勝利を収めた試合）を実況。いずれのシーンも、「大会史上屈指の名場面」として、現在に至るまで高校野球関連のテレビ番組や映像作品で繰り返し紹介されている。また、高校野球DVD&VHSとして発売している「第85回記念大会記念企画　夏の甲子園・不滅の名勝負　1915～2002」では、(1)・(4)・(7)・(10)の合計4巻のナレーションを担当。2003年からは一時、全国大会の組み合わせ抽選会の司会も任されていた。
スポーツ中継以外には、過去にABCテレビで、冠番組の『評判!なかむら屋』などを担当。2010年頃からは、スポーツアナウンサーのデスク業務を兼ねていた関係で、以前よりもスポーツ実況の担当日数を減らしていた。後に、アナウンスセンターの管理職として、アナウンサーの勤務管理などにも従事している。
2012年1月からは、スポーツアナウンサーとして活動するかたわら、ABCラジオの冠番組『サクサク土曜日 中邨雄二です』にも出演。『大平シロー、中邨雄二の笑たま』の放送終了（2007年3月）以来4年9ヶ月振りに、土曜日午前中の生ワイド番組でメインパーソナリティを務めている。また、『おはようパーソナリティ道上洋三です』『ようこそ!伊藤史隆です』『桑原征平粋も甘いも』など、ABCラジオの生ワイド番組でパーソナリティ代理を務める機会が増えている。
2013年4月から半年間は、バラエティ番組では初めて、『知ってるor知ったか?クイズ!バレベルの塔』（ABCテレビ）のナレーターを担当。解答者の芸能人が5問あるうちのどこかで間違えた際に、大御所を相手にしても厳しい罵声 を浴びせる役割を担っていた。
第103回全国高等学校野球選手権大会期間中の2021年に迎えた誕生日（8月12日）で、朝日放送グループの定年である60歳に到達。2日後（14日）の『サクサク土曜日 中邨雄二です』は、大会第3日の全試合が雨天で3日続けて中止されたこともあって、放送枠を4時間半に拡大したうえで「祝!還暦!中邨雄二ハッピーバースデースペシャル!」として放送された。さらに、60歳になってから初めてプロ野球中継の実況に臨んだ8月25日の阪神対横浜DeNAベイスターズ戦（京セラドーム大阪）ラジオ中継（解説：濱中治）では、DeNA内野手の牧秀悟が新人選手としては日本プロ野球公式戦史上初のサイクルヒットを達成するまでの一部始終を伝えた。
その一方で、2021年1月11日（月曜日・成人の日）には、同期入社の伊藤史隆と共に「トラッキーズ」という名義でチキンジョージ（神戸市中央区のライブハウス）のステージ（年に1日だけ開催される「チキンジョージ新年会 素人演芸会」）に出演。『夏の終りのハーモニー』（井上陽水・玉置浩二）と『冬の稲妻』（アリス）を中邨とのデュエットで披露した（中邨はメインボーカルを担当）。ちなみに、ABCラジオにおける双方の冠番組（『サクサク土曜日 中邨雄二です』『伊藤史隆のラジオノオト』）では、スタジオでの練習や本番の歌唱音源を放送している。
プライベートでは、学生時代から日本史・アニメ・漫画への造詣が深い。『サクサク土曜日』では『三国志』の一節を定期的に朗読しているほか、感銘を受けたアニメやテレビドラマの名シーンを声だけで完全に再現したり、ゴジラの泣き声を真似たりすることもある。また、前述のヘアスタイルについては、自身が出演しない番組でも中邨を知る出演者がたびたび言及。『サクサク土曜日』では自身のヘアスタイルをあしらったイラストを題字に組み込んでいる。
朝日放送グループの内規に沿って、2021年度末（2022年3月31日）までは、朝日放送テレビのアナウンサーとして活動。2020年9月15日の『相席食堂』で放送された「ロケスター発掘!青田買いスペシャル2020夏」では、「大御所アナウンサー」と銘打って 琵琶湖オーパル（滋賀県大津市）で水上アクティビティ（カヤック・SUPなど）の体験ロケリポートを担当（参照）。前述した定年を控えた状況でのロケであったことから、ロケ映像の最後にMCの千鳥が「定年延期を求めます」と絶叫したところ、この言葉が一時Googleのトレンドワードランキングで上位に入るほどの反響を呼んだ。
実際には、2022年度（同年4月1日）以降も「シニアアナウンサー」（嘱託契約アナウンサー）として、朝日放送グループ（テレビ・ラジオ）が制作するスポーツ中継の実況・リポートや番組への出演を続けている。朝日放送テレビの「シニアアナウンサー」は、スポーツアナウンサーとしての先輩に当たる戸石伸泰（2021年12月31日付の契約期間満了を機に退社）以来2人目である。ただし、戸石はアナウンスセンター以外の部署で定年を迎えた後に嘱託契約でアナウンサーとしての活動を再開していたため、朝日放送（旧法人）への入社以来アナウンサー一筋で「シニアアナウンサー」へ移行した人物は中邨が初めてである。なお、伊藤史隆も2023年3月31日の正社員定年を経て、翌4月1日から中邨に続いて「シニアアナウンサー」へ移行。同年4月以降も、プロ野球中継や『サクサク土曜日』で中邨と随時共演している。
プロ野球・高校野球中継の実況で球史に残る数々の名シーンを伝えてきた一方で、朝日放送→朝日放送テレビの正社員時代には、スポーツ実況に関するANN加盟局のアナウンサー合同研修（ANNの準基幹局である朝日放送→朝日放送テレビの本社で年に1回実施）の講師を長らく担当。大分朝日放送のアナウンサー時代にこの研修へ参加していた寺田健人からは、研修後も本人の希望を受けて実況の技術を個人的に伝授してきた縁で、「実況の師匠」と呼ばれている（本人の項で詳述）。寺田が大分朝日放送からの退社を経てベスティ（朝日放送のグループ会社）所属のフリーアナウンサーへ転身した2021年8月以降は、朝日放送ラジオが裏送りを主体に制作しているオリックス・バファローズ主催試合の中継で、一部カードの実況とベンチリポートを寺田と分担。ラジオの阪神戦中継における寺田の実況デビュー（2023年8月22日に『ABCフレッシュアップベースボール』の本番カードとして京セラドーム大阪から放送された中日ドラゴンズとのナイトゲーム中継）にも「ベンチリポーター」として立ち会った。

## 現在の出演番組
- 全国高校野球選手権大会中継（テレビ・ラジオとも）

同期入社の伊藤と共に、1987年から実況やインタビュアーを担当。かつては、決勝戦のテレビ中継で実況を任されていた。
1996年の決勝戦・松山商対熊本工テレビ中継での実況では、10回裏（松山商の攻撃中）に1死満塁から飛び出した「奇跡のバックホーム」とされるプレー（前述）を、「奇跡」という表現を一切使わずに伝えていた。スポーツアナウンサーとしての大先輩に当たる植草貞夫が朝日放送（当時）で勤務していた時期に、高校野球をはじめスポーツ中継での実況経験が豊富な植草から、「『奇跡』なんて簡単に起こるものではない。『奇跡の』や『世紀の』といった派手な表現を本当に使っていいのかを、きちんと吟味できないと一流のアナウンサーとは言えない」と教わっていたことによる。
中邨自身が朝日放送グループの定年を迎える直前（2022年）に語ったところによれば、「試合後から報道などで『奇跡のバックホーム』と呼ばれるようになってからは、実況で『奇跡』と言わなかったことを何年も後悔していた。このような葛藤を2012年頃に（野球中継の実況から既に退いていた）植草へ打ち明けたところ、『「奇跡」という言葉を使わなかった君の判断は正しいと思う』と言われたので心が晴れた」と言う。
阪神甲子園球場での高校野球全国大会に初めてタイブレーク制度が導入された2018年には、テレビ中継で実況を任された第100回記念大会1回戦・旭川大学高校対佐久長聖戦（8月6日）が大会規定の12回を終えても決着しなかったことから、春の選抜高等学校野球大会を含めても初めてのタイブレークの模様を、BS朝日での中継 向けに13回表から試合終了（14回裏）まで伝えた。
この大会では、準々決勝の金足農業高校対近江高校戦でもテレビ中継の実況を担当。金足農業が1点ビハインドの9回裏無死満塁から、9番打者・斎藤璃玖のスクイズバントによる2得点でサヨナラ勝利を収めたシーンを伝えた。中邨が「シニアアナウンサー」移行後の2023年に述懐したところによれば、この試合は「自分にとってのベストゲーム」とのことで、実況を担当していた試合が「2ランスクイズ」で決着したこと自体が初めてだった。
新型コロナウイルスへの感染拡大の影響で第92回選抜高等学校野球大会・第102回全国高等学校野球選手権大会が中止された2020年も、2020年甲子園高校野球交流試合（第92回選抜大会への出場が内定していた全32校による8月中旬の招待試合）を朝日放送グループとBS朝日で中継することに伴って、一部カードの中継で実況を担当。
朝日放送テレビの正社員としては、2021年の第103回全国高等学校野球選手権大会まで担当。同大会では、開会式のラジオ中継で実況を任されていた。「シニアアナウンサー」へ移行した2022年以降の大会でも、テレビ・ラジオを通じて担当を継続。

### テレビ
- スーパーベースボール 虎バン主義・サンテレビボックス席日曜ナイター／KBS京都エキサイトナイター[注 10]

以前はANN系列全国ネットの阪神×巨人戦や、同じく関西を本拠とした大阪近鉄バファローズ、オリックス・ブルーウェーブ→オリックス・バファローズ、南海ホークスの主催試合や、高校野球決勝戦の実況を担当していた。
阪神戦については、管理職への昇進などを機に、関西ローカルの中継を中心に担当。2015年からは、同期の伊藤と交互に、聴覚障害者向け解説放送（副音声で年に数回実施）の実況も担当している。
2019年5月1日（水曜日）には、阪神対広島デーゲーム（甲子園）の関西ローカル向け中継で実況を担当した（解説：有田修三・中田良弘）。この中継は、朝日放送テレビにおける令和時代最初の野球中継であった。
「シニアアナウンサー」移行後の2023年5月3日（水曜日・憲法記念日）には、阪神対中日戦（甲子園球場でのデーゲーム）中継で実況を担当（解説：福本豊）。地上波のテレビ中継ではこの年唯一の担当であったが、以下に記す異例の編成の下で阪神のサヨナラ勝利を伝えた。
この中継は関西ローカルで放送されていたが、延長オプションの上限に設定していた17:47までに試合が決着する目途が立たなかった。そこで朝日放送テレビは、水曜日の通常編成に沿って『ANNスーパーJチャンネル』（テレビ朝日系列の全国ニュース）を17:50から放送した後に、18:15から『news おかえり』（本来は平日の15:45から関西ローカルで放送）の短縮版に切り替え。切り替えた時点で阪神が1点ビハインドながら9回裏の攻撃で走者を得点圏にまで進めていたため、阪神戦の中継を急遽再開したところ、18:17に阪神が木浪聖也の2点適時打によってサヨナラ勝利を収めた。
- ゴルフ中継

現在はスカイA「スカイA ゴルフシリーズ」での実況が中心。以前はABCテレビ制作・ANN系列全国ネットのABCチャンピオンシップ中継のメイン実況なども務めた。
- スカパー!Jリーグ中継・ガンバ大阪主催試合（2010年から。スカチャンとJ SPORTS用）

Jリーグ黎明期は地上波テレビのほか、ラジオ中継（現在休止中）の実況をしたことがあった。2010年開幕戦（3月6日）の名古屋グランパスエイト戦でスカパー用ながら久しぶりにサッカー中継に出演した。ただ、2012年以降は小縣裕介か高野純一が原則として担当している（両名のスケジュールがつかない場合はフリーアナウンサーを起用している）。
- ABC NEWS（不定期）

プロ野球シーズン中も、宿直勤務などを含めて担当。
- J SPORTS STADIUM / BS12 プロ野球中継（不定期、オリックス球団制作中継の実況）
- ファストライク「中邨雄二が何でも実況致します」（不定期放送）

過去には、DVD映像に写るグラビアアイドルのポージング、天王寺動物園の動物の生態、ドラァグクイーンのメイクの模様を実況。放送済みの映像に編集を施した動画が、YouTubeの番組公式チャンネルから配信されている。

### ラジオ
- ABCニュース（不定期、プロ野球シーズン中も担当）
- ABCフレッシュアップベースボール

阪神戦を中心に担当。週末を跨ぐ阪神戦が（セ・パ交流戦の期間中に組まれる「関西ダービー」でのオリックス主催試合を除く）ビジターゲームの場合には、『サクサク土曜日』との兼ね合いで中継に帯同できないため、オリックスのホームゲーム（阪神戦の予備カード、もしくは系列局向けの裏送り）に廻ることが多くなっている。2020年度には、『おはようコール』が終了する9月下旬まで週前半のビジターゲーム中継にも帯同できなかったため、関西地方で開催される阪神・オリックスの主催試合中継での実況に事実上専念していた。
2022年3月31日（木曜日）に朝日放送テレビを定年で退職してからも、翌4月1日（金曜日）のオリックス対北海道日本ハムファイターズ戦（京セラドーム大阪）で『STVファイターズLIVE』（日本ハムの地元局・STVラジオのプロ野球中継）への裏送り向けに実況したことを皮切りに、「ABCアナウンサー」という肩書で阪神戦・オリックス戦中継への出演を続けている。翌2023年には、日本シリーズの第2戦（京セラドーム大阪でのオリックス対阪神戦）で、朝日放送ラジオの制作・NRNネットによるラジオ中継の実況を担当。
- サクサク土曜日 中邨雄二です（2012年1月7日 - 、メインパーソナリティ）

ラジオのプロ野球（主に『ABCフレッシュアップベースボール』の阪神戦）中継で言い間違いや珍言や本人曰く「（リスナーへの）ウケ狙い」のネタを頻繁に発していることを背景に、2017年度以降は、プロ野球シーズンを中心に「土曜サスペンス劇場 女検事・林智美」（中邨の実況音源を検証するコーナー）がレギュラーで放送されている。
朝日放送テレビからの定年退職を3ヶ月後に控えた2022年1月1日（土曜日）には、朝日放送ラジオにおける同年最初の生放送番組として編成された『2022新春スーパーワイド サクサク土曜日 中邨雄二です』（7:30 - 12:00）でパーソナリティを務めた。
2023年5月20日の「雄ちゃんのおしゃべり宝箱」（午前9時台の週替わり企画枠）には、「自身の幼馴染み」である森本栄浩をスタジオに招いた。森本は、出演の時点で毎日放送に（中邨と同様の嘱託契約による）「シニアスタッフ」として勤務しながら、MBSラジオ（毎日放送グループ）から放送される番組へ随時出演していた。
- 征平・吉弥の土曜も全開!!

『サクサク土曜日』の後枠番組に当たることや、自身が現役のスポーツアナウンサーであることから、「どちそそ・冬/夏の陣」（「ABCラジオ やったるDAYS　→　スペシャルウィーク」期間中に事前収録で実施される桑原征平・桂吉弥の対決企画）で、2015年12月から年に1回のペースで実況と結果発表のアナウンスを担当。
2022年10月15日放送分では、21日の『きっちり!まったり!桂吉弥です』で吉弥の代役を務める告知を兼ねてオープニングに登場。2023年5月20日放送分では、当日の『サクサク土曜日』でゲストに迎えていた森本栄浩と揃って、オープニングに飛び入りで出演した。
- ラジオで虎バン!

2020年度のナイターオフ版から、他のスポーツアナウンサーと交互に「スポーツヘッドライン」（阪神タイガース関連のニュース・取材報告コーナー）を随時担当。2021年2月19日・2023年2月7日放送分では、本来のMCである後輩アナウンサーの高野純一が阪神の沖縄キャンプ取材に赴いていたことから、MC代理として全編に出演した。

## 過去の出演番組

### テレビ
- 近鉄Vロード特急情報（1991年）
  - 当時パシフィック・リーグの優勝争いに食い込んでいた近鉄バファローズの試合速報を伝えるミニ番組。
- 阪神大震災～あの場所は今～（1995年の発災直後に放送）
- 評判!なかむら屋
- 知ってるor知ったか?クイズ!バレベルの塔（ナレーション）
- BASEBALL CENTER（FOX SPORTS ジャパン、2013 - 2014年）
- おはようコールABC火・金曜日（2018年4月3日 - 2020年10月2日、スポーツコメンテーター）
  - スポーツアナウンサーとしての活動と並行しながら、同期入社の伊藤（水曜日担当）と共にコメンテーターへ起用。5時台のスポーツコーナーでは、中邨のファッションチェックが恒例になっていた。2020年3月までは、火曜日にのみ出演していた。
- キャスト「道上さんの中継」（2020年1月10日）
  - 大阪市東淀川区にて「パデル」の実況を担当[8]。
- 相席食堂
  - 朝日放送テレビ本社内の社員食堂で食事中に、大悟（千鳥）と千原せいじによる社内ロケへ遭遇したことから、2020年8月18日放送分「大悟とせいじ 罰ゲームロケスペシャル」に「ABCの大くせアナウンサー」との触れ込みで初登場[9]。
- M-1グランプリ2020（2020年12月20日）
  - テレビ朝日系列の全国ネットで放送された敗者復活戦中継で、視聴者投票の開票リポートを、朝日放送テレビの本社に設けられた「集計センター」からの生中継で担当。当日は、『相席食堂』と同様にピンク色のスーツ姿で中継へ出演した後に、宿直勤務で『ABC NEWS』（関西ローカル向けの日曜最終版）を担当した。
- ムショぼけ（2021年11月14日）
  - 第6話「オヤジの背中」にて、高校野球実況アナウンサー役で出演。
- 虎ヲタ ～知ればアナタも人気者～（スカイA、2023年9月放送分のゲスト）
  - 「虎ヲタ」（マニアックな阪神ファン）で知られる増田英彦（ますだおかだ）と関本賢太郎（阪神OBの朝日放送グループ野球解説者）が進行する月1回更新の番組で、「虎と共に叫ぶ実況アナ」と銘打って派手なピンク色のジャケット姿で出演。
- マンスリーABC（2024年6月29日）
  - ABCラジオがradikoのプラットフォームを活用し、第106回全国高等学校野球選手権大会を完全無料・完全中継で配信するサービス「オーディオ高校野球」の告知目的で出演。
- newsおかえり「カテキョのピーヤ」（2024年10月4日）
  - 「ピーヤ先生」こと小島よしおが宝塚市立良元小学校で実施した出前授業の仕上げである徒競走（複数児童によるリレー対ピーヤ先生）の実況を担当。

### ラジオ
- ニュース・ラインナップABC（平日夕方帯の報道番組）
  - 朝日放送（旧法人）への入社から数年間、「180秒レポート」（3分間の生中継リポート）を随時担当。
- 乾龍介のホットポイント（同期入社の岡元、入社当時の先輩アナウンサー・岡本洋と共にアシスタントを担当）
- モトグラフィック（初代アシスタントとして河島英五・永田まりと共演したモータースポーツ情報番組）[注 15]
- 大平シロー、中邨雄二の笑たま（2004年10月 - 2007年3月）
- ダンディ・エクスプレス（2003年度 - 2005年度）
- サンデー・エクスプレス（2006年4月 - 2007年3月）
- ダンディー・ウィークエンド（2005年4月 - 9月）
- サタデースポーツスペシャル〜有田修三のアリトーク〜（2011年度の10月・11月に2回放送）
- 武田和歌子の野球にぴたっと。（2010年からの『ABCフレッシュアップベースボール』前座番組、実況・ベンチリポーター担当日を中心に出演）
- スポーツにぴたっと。→ 武田和歌子のぴたっと。後半戦（2010 - 2015年度のナイターオフ番組、不定期）
- ドッキリ!ハッキリ!三代澤康司です
  - 2014年7月1日 - 髄膜炎の治療で入院した1年先輩の三代澤に代わって、火曜分のパーソナリティを担当。
  - 2016年12月21日・12月22日 - インフルエンザ発症により休演した三代澤に代わって、水・木曜分のパーソナリティを担当。
  - 2017年6月12日 - 特別企画「ドキハキ史上最大の作戦 三代澤康司57歳 野球実況に挑戦!」にて、座学編の講師として出演（事前収録）。
- 中邨雄二のちょびっと（2016年1月4日 - 1月6日）
- 桑原征平粋も甘いも
  - 2016年5月18日[注 16] - 急性心筋梗塞の発症・手術で静養中だった桑原に代わって、水曜分のメインパーソナリティを担当[10]。
  - 「粋甘流☆美女と野獣NEO」（水曜13時台の大喜利コーナー[注 17]）
    - 2018年5月 - 「『裸の大将』っぽいドラマのタイトル」にて、前フリである「クワ屋ショヘ之助主演」というナレーションを担当。
    - 2019年7月 - 「征平節だよ人生は」にて、『浪花節だよ人生は』のサビの冒頭を替え歌で歌唱。

  - 2019年12月からは、番組のPRに桑原やアシスタント（水曜日：小川恵理子、木曜日：永田まり）のハプニング紹介を兼ねたラジオCM「粋も甘いも珍プレーニュース」に、テンションの高いDJ風のナレーションを付けていた。
  - 2020年12月16日（水曜日）には、「ABCラジオ リスナー大感謝祭」の一環で「征平の1時の一字」（13:30前後のゲストコーナー）に出演。桑原は、中邨を表す一字として、（「男性としての色気がある」「服装の色が派手」「カラーが強い」という意味で）「色」を挙げている。
  - 2021年4月29日（木曜日・昭和の日）には、「征平の、男性アナウンサーもいらっしゃい!」（13:30前後のゲストコーナー）に出演。
- 堀江政生のほり×ナビ（2016年度のナイターオフ番組）
  - スポーツ関連のニュース・企画を放送する第1部（18時台）に不定期で出演。
- 兵動大樹のほわ〜っとエエ感じ。
  - 2016年9月30日から2019年6月まで放送された「賢くなってエエ感じ。」コーナーにて、講師役を不定期で担当。
- バリシャキNOW（中国放送、2017年7月31日放送分のオープニングから「帰ってきたバリシャキめがね」までゲストで出演[注 18]）
- 伊藤史隆のラジオノオト（2017年度から2022年度までのナイターオフ番組）
  - 2019年度まで設定されていた18時台前半「スポーツヘッドライン」に年1,2回程度出演[注 19]。
- 森脇健児のケンケン・ゴウゴウ!
  - 2018年12月から「森脇健児ひとり感謝祭! 福島一丁目階段ミニマラソン」（「ABCラジオ スペシャルウィーク」での放送中に朝日放送本社内の階段で実施する特別企画）に、単独（または伊藤と共同）で実況リポートを担当。
- 上沼恵美子のこころ晴天（2020年4月13日）
  - 2020年の初頭から日本国内で新型コロナウイルスへの感染が拡大している影響で、メインパーソナリティの上沼恵美子などがこの日から5月25日まで出演を見合わせたことに伴って、後輩アナウンサーの北村真平（レギュラーパートナー）と共に朝日放送ラジオのスタジオから生放送を急遽進行。
- おはようパーソナリティ道上洋三です（メインパーソナリティ・道上洋三の代理を随時担当）

2010年・2011年に、道上の夏季休暇期間中限定でパーソナリティ代理を務めていた。
2021年の2月第4週には、道上が「身体のメンテナンス」との名目で入院したことに伴って、22日（月曜日）から5日間にわたっパーソナリティ代理を担当。前週（18日）から『ABCニュース』のシフト勤務や『ラジオで虎バン!』のMC代理（後述）も担当していたほか、20日と27日に『サクサク土曜日』へ通常どおり登場していたため、放送上は朝日放送ラジオの生放送番組に10日連続で出演していた。
道上が2021年9月11日から脳梗塞の発症に伴う入院加療へ専念していることに伴って、スポーツ中継や『サクサク土曜日』への出演を続けながら、同月20日から月曜日のパーソナリティ代理を担当。当初は伊藤と交互に隔週で代理を務めていたが、道上に復帰の目途が立っていないため、同年11月第2週以降は毎週代演していた。12月第1週から始まった2021年度のナイターオフ期間中には、自身が毎週火曜日・伊藤が毎週月曜日にパーソナリティ代理を分担。2022年2月以降は、水曜日にも随時出演していた（当該項で詳述）。
『おはようパーソナリティ道上洋三です』では、放送の開始から45年目の2022年3月25日（金曜日）で終了することが決まったことを受けて、道上の脳梗塞発症を境に中断していた『虹へ』（道上が発症の前に歌詞を作っていた放送45周年記念テーマソング）の制作プロジェクトを同月2日（中邨の代演日）から再開。最終回までの完成に向けてリスナーから歌唱の音源を募集することになったため、中邨はパーソナリティの代演者（朝日放送テレビのアナウンサー）を代表して、いがらしあみ（最終アシスタントでフリーアナウンサー）と共に「仮歌」（サンプル音源）向けの歌唱を任された。後に、「完成版」に向けた歌のレコーディングにも参加。パーソナリティ代理としては、最終回の2日前（23日＝水曜日放送分）まで出演した。
- 道上洋三の健康道場（2020年5月30日・6月6日）
  - ゲストとして出演。編成上は『サクサク土曜日』の前枠番組だが、事前に収録された。
- ABCラジオ開局70周年記念特別番組「目指せ100年!いろいろあったでABC　ラジオスクープ大賞!」（2021年12月28日）
  - スポーツ実況における「スクープ」を紹介すべく、伊藤史隆と揃って出演。『ABCフレッシュアップベースボール』の阪神戦中継で実況を担当した際に、吉田義男（自身より年上の解説者）を思わず呼び捨ててしまったシーンの音源が、進行役の鷲尾千尋（2021年に朝日放送テレビへ入社したばかりのアナウンサー）による独断でスポーツ実況部門の「スクープ大賞」に選ばれてしまった。
- きっちり!まったり!桂吉弥です
  - 『サクサク土曜日 中邨雄二です』の前日（金曜日の午前中）に2022年9月30日から放送されている生ワイド番組。自身と同じく、熱烈な阪神ファンであることを公言している桂吉弥（落語家）がパーソナリティを務めている。
    - 2022年10月21日:吉弥が番組の開始前から決まっていた落語会との兼ね合いで休演したことを受けて、番組のタイトルを変えずにパーソナリティ代理を担当。
    - 2023年11月10日：阪神が1985年以来38年振りの日本シリーズ制覇を11月5日（日曜日）の第7戦（京セラドーム大阪）で成し遂げたことを受けて、10時台に編成されている吉弥の冠コーナー（「吉弥の阪神ハンギ」と「吉弥のきっちり!イチオシ」）へゲストで出演。「吉弥のきっちり!イチオシ」では、この年に自身がテレビ・ラジオを通じて中継の実況を任されていた阪神戦から、「ベスト3」に当たるシーンを発表していた。
- ますだおかだ増田のラジオハンター!（2023年11月23日）
  - 自身の出身県（滋賀県）内で2023年8月20日にホテルニューアワジグループ（コーナースポンサーの1つ）が「蒼（あお）の湖邸　ビワフロント彦根」というホテルを開業したことを受けて、リスナー向けの宿泊券プレゼントを兼ねたホテル内からの生中継リポートを3回にわたって担当。
- 俺たち!定年三銃士!（「2024新春スーパーワイド」の第2部として2024年1月1日の9:00 - 12:00に生放送）
  - 朝日放送テレビで正社員定年を経て「シニアアナウンサー」へ移行していた伊藤・芦沢誠（1986年入社）と共に、「定年三銃士」と銘打ってパーソナリティを担当[11]。放送中には、伊藤とのデュエットで『夏の終わりのハーモニー』を披露していた。